# توم كروب
توم كروب (بالإنجليزية: Tom Kropp)‏ مواليد 12 فبراير 1953 في غراند إيسلاند، هو لاعب كرة سلة أمريكي معتزل. بدأ مسيرته الاحترافية في سنة 1975. تم اختياره من قبل فريق واشنطن ويزاردز خلال الدرافت. يبلغ طوله 6 قدم 3 بوصة (1.9 م). اعتزل اللعب في 1977. لعب مع واشنطن ويزاردز وشيكاغو بولز.

## روابط خارجية
- توم كروب على موقع إن بي أي (الإنجليزية)
- توم كروب على موقع سبورتس رفرنس (الإنجليزية)
- توم كروب على موقع ريلجم (الإنجليزية)
- توم كروب على موقع بروبوليرز (الإنجليزية)